# Philipp Winterberg

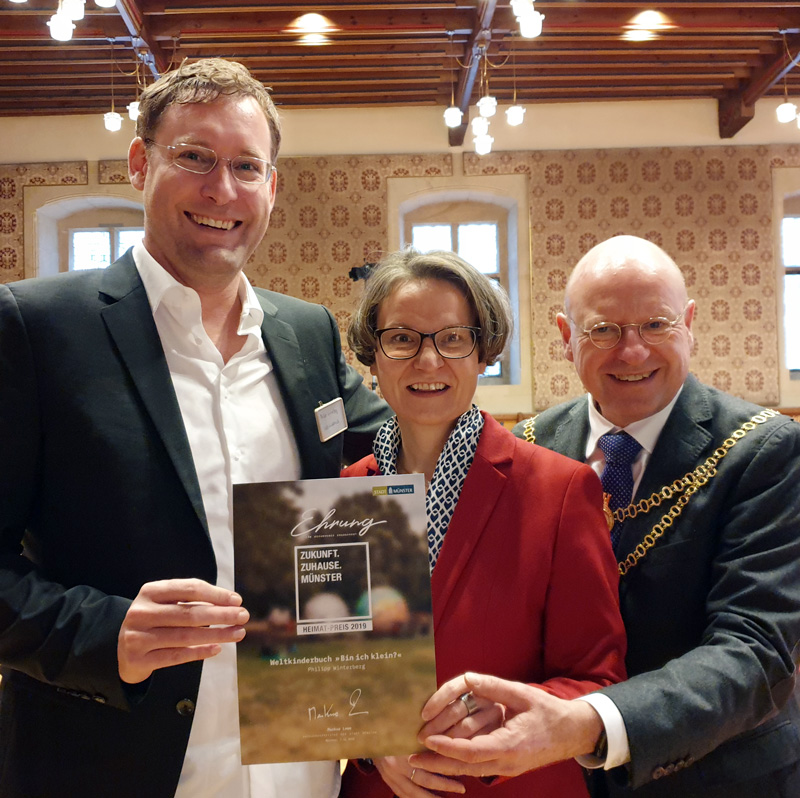
Philipp Winterberg (links) 2019 bei der Verleihung der Ehrenurkunde für das Weltkinderbuch-Engagement beim Heimat-Preis NRW

Philipp Bernard Winterberg (* 1978) ist ein deutscher Autor. Er hat Kommunikationswissenschaft, Psychologie und Jura studiert mit Abschluss als M.A. und lebt in Berlin und Münster.
Sein 2013 erschienenes Kinderbuch Bin ich klein? bezeichnet der Autor als „Weltkinderbuch“. Da es in mehr als 200 Sprachen und Dialekte übersetzt wurde, sei es in jedem Land der Welt in mindestens einer Amtssprache verfügbar. Damit ist es laut der Deutschen Nationalbibliothek das meistübersetzte Buch in deutscher Sprache.

## Werke (Auswahl)
- 2006 – Das '99 Bottles of Beer'-Programm – Ein Reiseführer durch die Welt der Programmiersprachen.
- 2007 – Fünf Meter Zeit
- 2008 – Die Herleitung von Instrumenten der Einstellungsänderung aus einer Theorie der Einstellung – Wie können die Einstellungen einer Person verändert werden?
- 2009 – Freundealarm, Books on Demand, Norderstedt, ISBN 978-3-8391-4111-3
- 2009 – Da rein, da raus!, CreateSpace (zusammen mit Lena Hesse)
- 2011 –  Ein Brief aus der Arche (zusammen mit Lena Hesse), Aracari-Verlag, ISBN 978-3-905945-17-1[8]
- 2013 – Jakobsweg im Smoking – Auf dem Weg zur perfekten Packliste, Tredition, ISBN 978-3-8495-6702-6
- 2013 – Bin ich klein?, Eigenverlag
- 2014 – Drölf: Eine Sch(l)afgeschichte, Verlag Jungbrunnen, ISBN 978-3-7026-5858-8 (Text zusammen mit Lena Hesse)[9]
- 2016 – Wie Papa/Just Like Dad, Edition bi:libri, ISBN 978-3-19-239597-0 (Text zusammen mit Lena Hesse)[10][11]
- 2017 – Der sicherste Ort der Welt, Eigenverlag (zusammen mit Lena Hesse)
- 2019 – Trekking-Tipps Nepal & Himalaya, Eigenverlag

## Adaptionen
- 2014 – Drölf (Hörspielfassung von WDR 5)[12]

## Auszeichnungen
- 2014 – Bayern 2-Favorit[13]
- 2018 – Münster: Vielfalt machen[14]

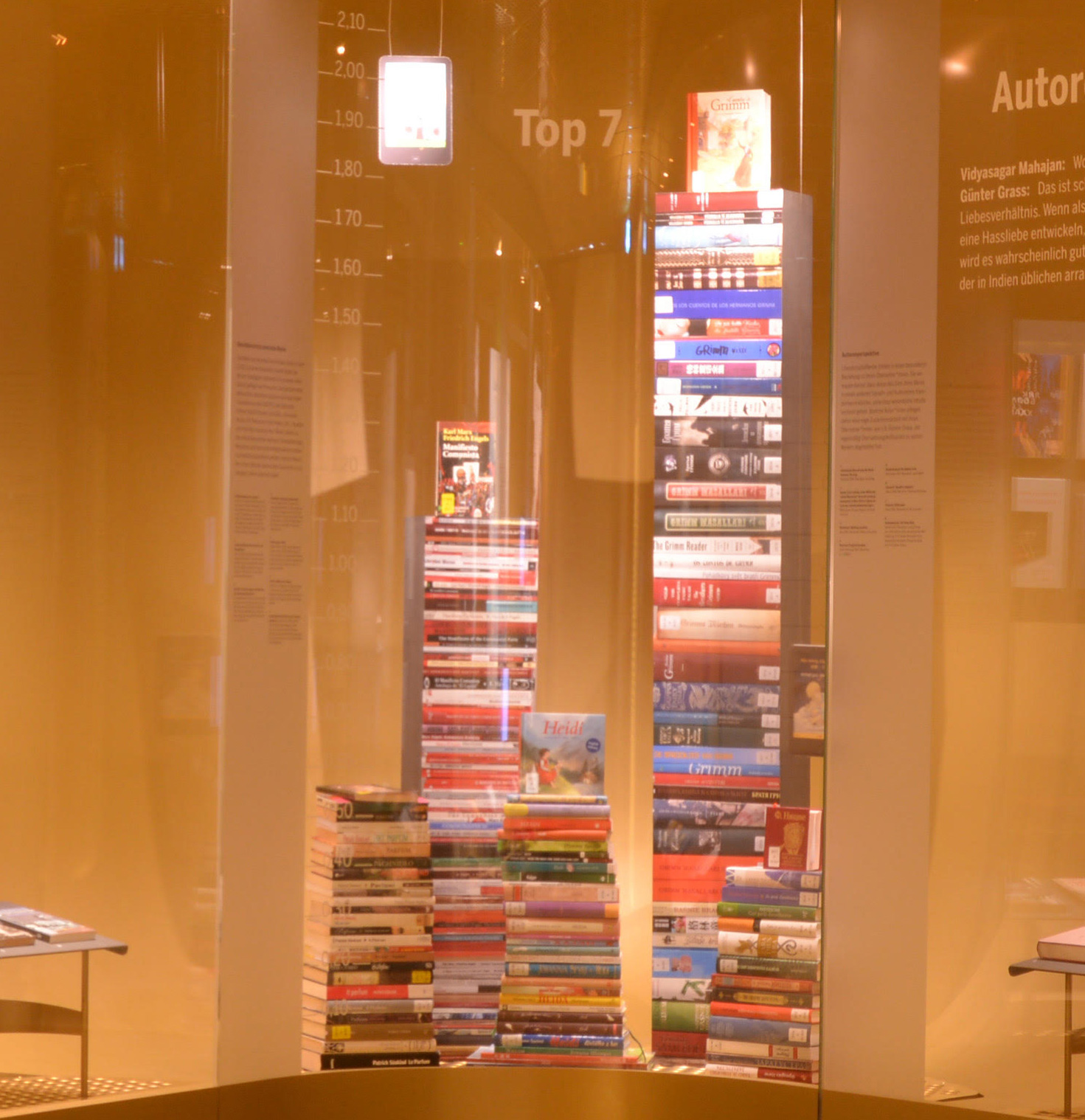
Top 7 der meistübersetzten deutschen Werke im Deutschen Buch- und Schriftmuseum; auf dem 1. Platz: "Bin ich klein?"

- 2019 – Ehrenurkunde beim Heimatpreis Münster 2019[15]
- 2019 – KIMI-Siegel für Vielfalt in der Kinder- und Jugendliteratur (KIMI Longseller)[16]
- 2021 – Meistübersetzte deutsche Werke (1. Platz)[17]